# Ivan Biakov
Ivan Biakov   (Issakovtsi, 21 de setembre de 1944 - Kíiv, 4 de novembre de 2009) fou un biatleta rus que va competir sota bandera de la Unió Soviètica durant la dècada de 1970.
El 1972 va prendre part en els Jocs Olímpics d'Hivern de Sapporo, on disputà dues proves del programa de biatló. Fent equip amb Aleksandr Tíkhonov, Viktor Mamatov i Rinat Safin guanyà la medalla d'or en la cursa del relleu 4x7,5 km, mentre en la dels 20 quilòmetres fou dotzè. Quatre anys més tard, als Jocs d'Innsbruck, revalidà la medalla d'or en la cursa del relleu 4x7,5 km, aquesta vegada formant equip amb Aleksandr Yelizarov, Nikolay Kruglov i Aleksandr Tíkhonov.
En el seu palmarès també destaca un títol nacional. Un cop retirat exercí d'entrenador a Ucraïna i ocupà diversos càrrecs a la federació ucraïnesa de biatló i al Comitè Olímpic d'Ucraïna.